# 海德里 (加利福尼亞州)
海德里（英語：Hydril）是位於美國加利福尼亞州金斯縣的一個非建制地區。該地的面積和人口皆未知。

## 地理
海德里的座標為36°00′46″N 120°05′54″W / 36.01278°N 120.09833°W，而該地的平均海拔高度為319米（即1047英尺）。